# Пленница (фильм, 2014)
«Пленница» (англ. The Captive) — канадский триллер режиссёра Атома Эгояна. В главной роли — Райан Рейнольдс. Премьера состоялась в мае на Каннском кинофестивале 2014.

## Сюжет
Мэтью — обыкновенный мужчина, которому пришлось пережить страшную трагедию: восемь лет назад неизвестные похитили его маленькую дочь. Преступники не оставили никаких следов, поэтому полиция так и не смогла найти их. Все это время он переживал потерю близкого человека, но однажды ему удалось найти небольшую зацепку, с помощью которой он может выйти на похитителей. Спустя столько времени у Мэтью появилась надежда отыскать своего ребенка, а также вера в то, что его дочь до сих пор жива. Теперь Мэтью готов пойти на все, чтобы найти свою дочь, но сможет ли он выйти на преступников и узнать чудовищную тайну этого похищения?

## В ролях
| Актёр           | Роль      |
| --------------- | --------- |
| Райан Рейнольдс | Мэттью    |
| Скотт Спидмен   | Джеффри   |
| Розарио Доусон  | Николь    |
| Мирей Инос      | Тина      |
| Кевин Дюранд    | Мика      |
| Алексия Фэст    | Касс      |
| Пейтон Кеннеди  | юная Касс |
| Брюс Гринвуд    | Винс      |

## Создание
Первым в августе 2012 года   главную роль в фильме получил Райан Рейнольдс.  Мирей Инос и Скотт Спидмэн присоединились к актёрскому составу в декабре 2012. В январе 2013 стало известно, что  в фильме сыграют также Розарио Доусон, Алексия Фаст и Кевин Дюранд. И наконец в феврале 2013 роль в фильме получил Брюс Гринвуд.
Съёмки фильма начались в феврале 2013 и проходили в Онтарио.